# Golden Fighter Championship
Golden Fighter Championship (GFC) es una organización de deportes de combate fundada en 2015 y con sede en Rumania. GFC organiza eventos de artes marciales mixtas, kickboxing y muay thai.

## Historia
El Golden Fighter Championship, Pro TV y su filial Pro X anunciaron un acuerdo de transmisión plurianual el 24 de septiembre de 2019, poniendo fin a la colaboración de la promoción con Digi Sport. Con el nuevo acuerdo televisivo y la expansión en el país, la GFC ha ganado popularidad y ha logrado una mayor cobertura mediática. La promoción también tiene un contrato a largo plazo con FightBox, lo que le otorga a GFC un acuerdo en otros 60 países.
GFS mantiene una alianza con Wu Lin Feng de China desde 2017. GFC también colabora con la Unión Mundial de Kickboxing y Karate (WKU). En abril de 2024, GFC firmó una alianza oficial con K-1.